# Xerula caussei
Xerula caussei är en svampart som beskrevs av Maire 1937. Xerula caussei ingår i släktet Xerula och familjen Physalacriaceae.  Arten är reproducerande i Sverige. Inga underarter finns listade i Catalogue of Life.